# 後藤メモリアルレクチャー
後藤メモリアルレクチャー（ごとうメモリアルレクチャー、英: Goto Memorial Lecture）は、天然物化学者として国際的に活躍した後藤俊夫元名古屋大学教授を記念し、1992年から2000年までの間、同大学において開催された講演会のことである。

## 趣旨
1990年8月29日に急逝した後藤の追悼事業の一つとして「後藤メモリアル・レクチャーシップ」が設立された。2000年までの間、世界トップクラスの有機化学者を6名（うち3名はノーベル化学賞受賞者）名古屋大学に招聘し、記念講演会を開催した。
本記念講演会での講演者は以下の通りである。
- 1992年 デレック・バートン（テキサスA&M大学）
- 1993年 アルバート・エッシェンモーザー（チューリッヒ工科大学）
- 1994年 イライアス・コーリー（ハーヴァード大学）
- 1995年 ギルバート・ストーク（コロンビア大学）
- 1997年 ジャン＝マリー・レーン（ストラスブール大学、フランス大学）
- 2000年 岸義人（ハーヴァード大学）